# Pierre Brive
Pour les articles homonymes, voir Baldensperger et Brive (homonymie).
Pour l’article ayant un titre homophone, voir Brives.
Pierre Brive est un auteur, scénariste et réalisateur français, né Pierre Baldensperger le 16 septembre 1911 à Ville-d'Avray et mort le 30 novembre 1965 à Paris 15e. Il repose au cimetiere de Saint Dié Des Vosges.

## Biographie
De son vrai nom Jules Pierre Baldensperger, il est l'un des membres fondateurs de l'académie Charles-Cros en 1947.
Il présenta aussi la première émission de Discorama, le 4 février 1959, émission culturelle de l'ORTF reprise par la suite par Denise Glaser et qui sera de plus en plus consacrée au monde du disque au fil des années. Il était un grand connaisseur de la musique classique, et il s'intéressait particulièrement au piano.     
Pierre Brive est mort prématurément en 1965 à 54 ans, alors qu'il était sur plusieurs projets à la télévision, et la radio. Sa mort entrainera une profonde émotion chez les professionnels de l'audiovisuel ou il était vu comme l'un des pionniers de la télévision pour les émissions de divertissement culturel, et de variétés.

## Théâtre
Adaptation
- Dix Petits Nègres d'Agatha Christie, adaptation avec Meg Villars[Quand ?]
- 1945 : Arsenic et vieilles dentelles de Joseph Kesselring, théâtre de l’Athénée, adaptation avec Albert Willemetz
- 1957 : Trois souris aveugles d’Agatha Christie, adaptation avec Pol Quentin, mise en scène Christian-Gérard, théâtre de la Renaissance

## Filmographie

### Cinéma
- 1946 : L'Homme au chapeau rond de Pierre Billon (scénariste)
- 1950 : Les Derniers Jours de Pompéi de Marcel L'Herbier (scénariste)

## Hommage
- prix Pierre-Brive Consécration de l'académie Charles-Cros.